# Het Russisch Kamerkoor
Het Russisch Kamerkoor is een hoog niveau gemengd amateurkoor met als basis de Nassaukerk in Amsterdam. Het koor vertolkt  a capella zowel Russisch orthodoxe liturgische muziek als klassieke koormuziek van Oost-Europese componisten. Het koor bestaat uit zo’n 24 zangers waarvan enkelen zelf een Oost-Europese achtergrond hebben. Het geeft tweemaal per jaar een eigen concert, en treedt daartussen nog enkele keren op.
Het koor werd in januari 2005 opgericht en tot op heden gedirigeerd door dirigente en sopraan Anna Azernikova. In 2010 bracht het koor zijn eerste CD “Moerasjki” uit.